# 東山紘久
東山 紘久（ひがしやま ひろひさ、1942年2月20日 - 2021年3月23日）は、日本の臨床心理学者・臨床心理士。専門は臨床心理学。学位は、教育学博士（京都大学・論文博士・1973年）。京都大学名誉教授、佛教大学名誉教授。大阪府生まれ。2020年瑞宝中綬章受章。妻は東山弘子（1942-）。

## 経歴
- 1965年 京都大学教育学部心理学科卒業
- 1967年 京都大学大学院教育学研究科修士課程修了
- 1969年
  - 京都大学大学院教育学研究科博士課程退学
  - 京都大学教育学部助手
- 1971年 大阪教育大学専任講師
- 1973年 カール・ロジャーズ研究所へ留学。
- 1975年 大阪教育大学助教授
- 1987年 大阪教育大学教授
- 1997年 京都大学大学院教育学研究科附属臨床教育実践研究センター教授
- 2003年 京都大学大学院教育学研究科研究科長
- 2004年 京都大学理事・副学長
- 2020年 瑞宝中綬章受章[3][4]
- 2021年 死去。叙正四位[5]。

## 学会
- 日本心理臨床学会常任理事

## 著書
- 『母親と教師がなおす登校拒否 母親ノート法のすすめ』創元社, 1984.7
- 『カウンセラーへの道 訓練の実際』創元社, 1986.8
- 『遊戯療法の世界 子どもの内的世界を読む』創元社, 1991.3
- 『教育カウンセリングの実際』培風館, 1992.7
- 『愛・孤独・出会い エンカウンター・グループと集団技法』福村出版, 1992.9
- 『夢分析初歩』ミネルヴァ書房, 1993.3
- 『女坂 夢分析の世界』（シリーズ/カウンセリングの記録）ミネルヴァ書房, 1994.12
- 『箱庭療法の世界』誠信書房, 1994.9
- 『プロカウンセラーの聞く技術』創元社, 2000.9
- 『心理療法と臨床心理行為』創元社, 2002.1
- 『悩みのコントロール術』（岩波アクティブ新書）2002.12
- 『プロカウンセラーの夢分析 心の声を聞く技術』創元社, 2002.4
- 『スクールカウンセリング』創元社, 2002.8
- 『プロカウンセラーのコミュニケーション術』創元社, 2005.3
- 『教育分析の実際 家族関係を問い直す男性の事例』創元社, 2007.9
- 『夢分析の世界 四つの症状をもつ女性の事例』創元社, 2007.9

### 共編著・監修
- 『「夢」を知るための109冊』西田吉男・杉野要人共編. 創元社, 1992.12
- 『子育て 母親ノート法のすすめ』東山弘子共著. 創元社, 1992.2
- 『カウンセリング初歩』氏原寛共著. ミネルヴァ書房, 1992.3
- 『システマティックアプローチによる学校カウンセリングの実際』藪添隆一共著. 創元社, 1992.7
- 『21世紀の障害児教育とこころ』綾部捷共編著. ミネルヴァ書房, 1993.6
- 『幼児保育とカウンセリングマインド』氏原寛共編著. ミネルヴァ書房, 1995.4
- 『家族と福祉領域の心理臨床』（心理臨床の実際 第1巻）河合隼雄共責任編集. 金子書房, 1998.12
- 『カウンセリング辞典』氏原寛・小川捷之・近藤邦夫・鑪幹八郎・村山正治・山中康裕共編集. ミネルヴァ書房, 1999
- 『エッセンシャル臨床心理学 30章で学ぶこころの謎』氏原寛共著. ミネルヴァ書房, 2000.10
- 『臨床心理学大系 第20巻　子どもの心理臨床』安香宏・村瀬孝雄共編 金子書房, 2000.6
- 『子どものこころ百科』編. 創元社, 2002.12
- 『体験から学ぶ心理療法の本質 臨床における理論・技・芸術』監修, 梶谷健二・西井克泰・藤田裕司・川原稔久編. 創元社, 2002.2
- 『来談者中心療法（心理療法プリマーズ 心理療法を学ぶ・心理療法がわかる・心理療法入門）編著. ミネルヴァ書房, 2003.9
- 『臨床心理面接学 その歴史と哲学』編（臨床心理学全書）誠信書房, 2005.3
- 『遊戯療法と子どもの今』（京大心理臨床シリーズ）伊藤良子共編. 創元社, 2005.3
- 『カウンセラーのための基本104冊』氏原寛・下山晴彦・山中康裕共編. 創元社, 2005.6
- 『心理療法ハンドブック』乾吉佑, 氏原寛・亀口憲治・成田善弘・山中康裕共編. 創元社, 2005.9
- 『「夢」を知るための116冊』杉野要人・西田吉男共編. 創元社, 2006.4
- 『プロカウンセラーが読み解く女と男の心模様』東山弘子共著. 創元社, 2006.8
- 『カウンセリングと宗教 魂の居場所を求めて』加藤廣隆共著. 創元社, 2007.7
- 『心理臨床の枠組（帝塚山学院大学大学院〈公開カウンセリング講座〉）樋口和彦・丸田俊彦・氏原寛・大塚義孝共著. 創元社, 2012.9
- 『マンガで読み解くプロカウンセラーの聞く技術』原作、早川恵子 漫画. 創元社, 2017.9

### 翻訳
- クラーク・E.ムスターカス『愛と孤独』片岡康共訳. 創元社, 1984.12
- ブレイトマン, ハッチ『断る!技術』三笠書房, 2003.10